# 昌化县 (浙江省)
昌化县是浙江省西部已经撤消的一个县。曾称武隆县、唐山县、金昌县、横山县、吴昌县。
武周万岁通天元年（696年）析紫溪县置武隆县，治昌化镇（今浙江杭州市临安区昌化镇，曾名武隆镇）。唐朝神龙元年（705年），改武隆县为唐山县。大历二年（767年），唐山县、紫溪县两县并入於潜县。长庆元年（821年）复置唐山县。
五代后梁开平二年（908年），吴越国改唐山县为金昌县。后唐同光元年（923年）复名唐山县。后晋天福七年（942年）改唐山县为横山县，寻改吴昌县。吴越归地后，北宋太平兴国四年（979年）改吴昌县为昌化县。
1960年，并入浙江省临安县。其行政区域范围大致相当于今天临安区的西部。驻地在今昌化镇。该区域最有名的就是与田黄石、芙蓉石并称中国印石三宝的昌化鸡血石。